# Alfred Gruenther
Alfred Maximilian Gruenther (Platte Center, 3 marzo 1889 – Washington, 30 maggio 1983) è stato un generale statunitense.

## Biografia
Gruenther nacque a Platte Center, Nebraska e frequentò la St. Thomas Academy a Saint Paul, nel Minnesota, diplomandosi nel 1918 presso la United States Military Academy. Egli prestò servizio nello staff della III, V e XV armata oltre che a ricoprire il ruolo di uno dei principali pianificatori dell'invasione americana del Nordafrica nel 1942 e dell'Italia nel 1943.
Dopo la seconda guerra mondiale egli divenne deputato comandante delle forze statunitensi in Austria nel 1945 per poi essere nominato supremo comandante delle forze alleate in Europa nel 1953, rimanendo in servizio sino al proprio ritiro dall'esercito nel 1956. Egli apparve sulla copertina del Time, il 6 febbraio 1956.
Dopo essersi ritirato dall'esercito, fu presidente della Croce Rossa americana dal 1957 al 1964 e membro del Draper Committee, apparendo persino il 10 febbraio del 1957 al famoso quiz show What's My Line.
Morì a Washington il 30 maggio 1983 alla veneranda età di 94 anni.